# 이브 비수마
이브 비수마(프랑스어: Yves Bissouma, 1996년 8월 30일 ~ )는 잉글랜드 프리미어리그 클럽 토트넘 홋스퍼에서 수비형 미드필더로 활약하고 있는 말리의 축구 선수이다. 코트디부아르에서 태어난 그는 말리 국가대표팀을 대표로 뛰고 있다.

## 구단 경력

### 어린 시절
코트디부아르 이시아에서 태어난 비수마는 아비장에 위치한 명문 마제스틱 SC 아카데미에서 말리 바마코에 위치한 장마르크 길루 아카데미와 파트너십을 맺은 아카데미에서 훈련을 받았다. 13살 때 말리의 아카데미로 스카우트되어 5년간 그곳에서 훈련을 받았으며, 미래의 말리 국가대표 아다마 트라오레에서 뛰었다. 18살 때 AS 레알 바마코에 입단했다.

### 릴
그는 2016년 2월 아프리카 네이션스 챔피언십에서 프랑스 스카우터들의 관심을 끌었다. AS 레알 바마코에서 릴에 부임한 지 4개월 후인 2016년 7월 7일, 비수마는 3년이라는 기간 동안 클럽과 첫 프로 계약을 체결했다.

### 브라이턴 & 호브 앨비언
2018년 7월 17일, 비수마는 이적료 비공개 조건으로 잉글랜드의 브라이턴 & 호브 앨비언으로 이적하며 구단과 5년 계약을 체결했다. 그는 2018–19년 프리미어리그 시즌 개막전에서 왓퍼드와의 원정 경기에서 교체 출전하며 서식스 연고 구단에서의 데뷔 전을 치렀고, 팀은 0–2로 패했다. 그는 시즌 세 번째 경기인 리버풀과의 단 한 골 차 패배 경기에서 처음으로 선발 출전했다. 2019년 1월 5일, 비수마는 FA컵 데뷔 전이었던 본머스와의 3라운드 원정 경기에서 브라이턴 소속 첫 골을 기록했으며, 팀은 3–1로 승리했다.
그는 2019–20년 시즌 최종전에서 번리와의 원정 경기에서 중거리 슛으로 프리미어리그 첫 골을 기록했으며, 팀은 2–1로 승리했다.

### 토트넘 홋스퍼
2022년 6월 14일, 토트넘 홋스퍼는 비수마와 3천만 파운드의 계약에 합의했다. 3일 후, 토트넘은 4년 계약을 체결하며 비수마의 영입을 확정했다. 8월 6일, 비수마는 프리미어리그 사우샘프턴과의 경기에서 후반 교체 투입되어 데뷔 전을 치렀고, 프리미어리그에서 4-1로 승리했다.
비수마는 브렌트퍼드와 맨체스터 유나이티드를 상대로 첫 두 경기에서 2경기 연속 맨 오브 더 매치 활약을 펼치며 2023-24년 시즌을 시작했다.
2024-25년 시즌 첫 출전이었던 2024년 8월 24일, 비수마는 에버턴과의 홈 경기에서 토트넘 소속으로 첫 경기 출전 골을 넣으며 4-0으로 승리했다. 2024년 11월 23일, 맨체스터 시티와의 원정 경기에서 4-0으로 승리한 비수마는 경기 시작 14초 만에 필 포든에게 파울을 범하며 프리미어리그 역사상 가장 빠른 옐로카드 기록인 2022년 사디오 마네의 기록 (15초)을 뛰어넘었다.

## 국가대표팀 경력
코트디부아르에서 태어나 13살 때 말리로 이주해 프로 축구 경력을 쌓은 비수마는 말리에서 열린 2016년 아프리카 네이션스 챔피언십에 말리 국가대표팀으로 참가했다. 코트디부아르와의 준결승전에서는 76분 교체 투입되어 89분에 경기의 유일한 골을 넣었다. 이후 콩고 민주 공화국과의 결승전에서 패배했다.
비수마는 2022년 1월에 열리는 2021년 아프리카 네이션스컵에서 말리 국가대표팀에 이름을 올렸다.  그는 1월 13일, 튀니지와의 첫 경기에서 59분 아다마 트라오레와 교체 투입되어 논란의 여지가 있는 1-0 승리를 거두었고, 주심은 두 차례나 조기에 풀타임 출전을 선언했다. 비수마는 1월 26일, 적도 기니와의 16강전에서 페널티킥으로 탈락하는 등 말리의 네 경기에 모두 출전했다.

## 수상
토트넘 홋스퍼
- UEFA 유로파리그: 2024–25[25]